# Pfalz-Zweibrücken-Birkenfeld-Gelnhausen
Pfalz-Zweibrücken-Birkenfeld-Gelnhausen ist eine Nebenlinie des Hauses Pfalz-Zweibrücken-Birkenfeld der Wittelsbacher. 

## Geschichte
Nach dem Tod von Christian I. von Pfalz-Zweibrücken-Birkenfeld-Bischweiler folgte ihm sein ältester Sohn Christian II. gemäß dem Wittelsbacher Hausvertrag als Pfalzgraf von Bischweiler. Der jüngere Bruder Johann Karl bekam eine Rente und die pfälzischen Rechte in der verpfändeten Reichsstadt Gelnhausen. Er wurde somit zum Begründer der Linie Pfalz-Zweibrücken-Birkenfeld-Gelnhausen. Diese beiden Linien sind die einzigen beiden noch heute bestehenden Linien der Wittelsbacher. Während die ältere Linie ab 1806 mit Maximilian I. Joseph den ersten König von Bayern hervorbrachte, führte die jüngere Linie ab 1799 den Titel Herzog in Bayern.
Nachdem die Pfalz 1746 ihre Rechte an Gelnhausen an die Landgrafschaft Hessen-Kassel verkauft hatte, waren mit dem Namensbestandteil „Gelnhausen“ keine Herrschaftsrechte mehr verbunden, es handelte sich ausschließlich noch um einen Höflichkeitstitel.

## Pfalzgrafen
Pfalzgrafen von Pfalz-Zweibrücken-Birkenfeld-Gelnhausen waren:
- 1654–1704: Johann Karl (1638–1704)
- 1704–1739: Friedrich Bernhard (1697–1739), sein Sohn
- 1739–1780: Johann (1698–1780), sein Bruder
- 1780–1789: Karl (1745–1789), sein Sohn
- 1789–1799: Wilhelm (1752–1837), sein Bruder

Seit 1799 tragen die Mitglieder der Nebenlinie den Titel Herzog in Bayern.
Weitere bekannte Mitglieder der Familie waren Wilhelm (1701–1760), ungarischer Feldmarschall und holländischer General der Kavallerie, und Kaiserin Elisabeth von Österreich-Ungarn (Sisi).